# کاروی بایکو
کاروی بایکو (مجاری: Károly Bajkó؛ ۱ اوت ۱۹۴۴ – ۹ ژوئن ۱۹۹۷) کشتی‌گیر اهل مجارستان بود.